# アレクサンドラ・チュジナ
アレクサンドラ・チュジナ (ロシア語: Александра Георгиевна Чудина、1923年11月6日 - 1990年10月28日)は、ソビエト連邦の女子陸上競技選手、バレーボール選手。1952年ヘルシンキオリンピックでは、走幅跳、走高跳、やり投の3種目でメダルを獲得した選手である。

## 陸上競技での経歴
ソ連は、陸上競技の国際大会に参加したことがなかったが、1946年のオスロで開催されたヨーロッパ選手権に初めて参加した。チュジナは、この大会に走幅跳の選手として出場。1m57で銀メダルを獲得した。
チュジナは、1948年ロンドンオリンピックにはソ連が参加しなかったため出場できなかった。また、1950年のヨーロッパ選手権には彼女が代表に選ばれなかったため、再び彼女が世界の表舞台に登場したのは1952年のヘルシンキオリンピックとなった。彼女は混成競技が得意であったが、五種競技がオリンピックに採用されたのが1964年東京オリンピックが最初であった。そのため、走幅跳、走高跳、やり投の3種目に出場した。まず、走幅跳では6m14の記録で、ニュージーランドのイヴェット・ウィリアムズに次いで銀メダルを獲得。翌日のやり投でも50m01の投てきを見せ、チェコスロバキアのダナ・ザトペコワに次いで銀メダルを獲得。さらに3日後、走高跳でも1.63mで、南アフリカのエスター・ブランド、イギリスのシーラ・レーウィルに次いで銅メダルを獲得し、3つのメダルを獲得した。
チュジナは1954年のヨーロッパ選手権に出場。やり投、五種競技、走幅跳、走高跳に出場。まずやり投は47m05で5位という結果に終わる。走幅跳は、彼女が出場していた五種競技の2番目の種目である走高跳と3番目の種目である200mの間に決勝が行われ、5m93で銀メダルを獲得。翌日の五種競技の2日目も行われ、トータルで4526ポイントで金メダルを獲得した。また、後日行われた走高跳は、1m60で6位に終わっている。

## バレーボールでの経歴
チュジナは、その高い身長とジャンプ力、腕力により、優れたバレーボール選手でもあった。1952年の第1回バレーボール世界選手権から1960年の第3回大会までソ連代表の選手として出場し、3連覇を果たした。さらに、ヨーロッパ選手権でも1949年、1950年、1951年と3連覇、1955年はチェコスロバキアに敗れ準優勝に終わったものの、1958年にはタイトルを奪回。4度の優勝を経験した。しかし、女子バレーボールがオリンピックの種目となったのも東京オリンピックからであったため、チュジナはバレーボールでのオリンピック出場はかなわなかった。